# Bellator 66
 Bellator LXVI  foi um evento de artes marciais mistas organizado pelo Bellator Fighting Championships ocorrido em {20 de abril de 2012 no I-X Center em Cleveland, Ohio. O evento foi transmitido ao vivo na MTV2.

## Antecedentes
A campeã feminina da NAAFS Aisling Daly era esperada para enfrentar Jessica Eye nesse card. Daly teve que se retirar da luta com uma infecção e foi substituída por Anita Rodriguez.
Bruno Santos era originalmente esperado para enfrentar Brian Rogers na Semifinal do Torneio de Médios; porém, em 16 de Abril de 2012, foi revelado que Santos teria que se retirar devido a uma lesão no ombro e foi substituído pelo estreante no Bellator Andreas Spang.
Tyler Combs e Jason Dent eram esperados para se enfrentar em uma luta na categoria dos leves. Porém, a luta não se materializou.